# Diego Jussot
 (juillet 2012).
Diego Jussot (né le 8 avril 1991) est un lutteur français d'origine espagnole. Licencié au club de Rosny-sous-Bois, il a remporté 7 fois les championnats de France (2 titres en lutte libre et 5 titres en lutte gréco-romaine) et a terminé 5e des championnats d'Europe en 2008 et 2011. En 2012, il se classe 7e des championnats du Monde universitaires.

## Biographie
Lors de la saison 2013-2014, Diego décide de tenter sa chance en Espagne et remporte pour la première fois le championnat national espagnol. 
Spécialisé en lutte gréco-romaine, il s'est entraîné pendant 7 ans  (entre 2008 et 2015) à L'Institut National du Sport de l'Expertise et de la Performance (INSEP).